# Бестер (рыба)
Бестер (по первым слогам слов белуга и стерлядь) — гибрид двух видов рыб семейства осетровых, полученный путём искусственного скрещивания белуги со стерлядью. Впервые получен в 1952 году в СССР профессорами Николюкиным Н. И. и Тимофеевой Н. А. в Тепловском рыбопитомнике Саратовской области. Бестер сочетает быстрый рост белуги и раннее созревание стерляди. Длина до 1,8 м, масса до 30 кг. Плодовит. В аквакультуре гибриды первого поколения за 2 года выращивания в садках и бассейнах достигают массы в 1 кг и даже больше. Родственные формы: белужий бестер и стерляжий бестер.

## Описание
Имеется 5 рядов костных жучек: 1 дорсальный, 2 боковых и 2 вентральных. Латеральных жучек 51—52. Рыло в разрезе закруглённое. Имеется две пары слегка уплощённых усиков , как у белуги, иногда с лёгкой волнистостью или зазубринкой на конце, листовые придатки и бахрома отсутствуют. Брызгальца хорошо развиты. Жаберные перепонки срослись с межжаберным промежутком, образовав на месте приращения малозаметную складку. Форма рта промежуточная между белугой (полулунный) и стерлядью (поперечный).
В спинном плавнике 51—54 лучей; в анальном 28—30; жаберных тычинок на 1-й дуге 17—20.
Окраска колеблется от стерляжьей до белужьей — от светло-серого до чёрного, от светло-коричневого до серо-коричневого и коричневого. Обычно наблюдается резкий контраст между тёмной спинной и светлой брюшной частями тела.

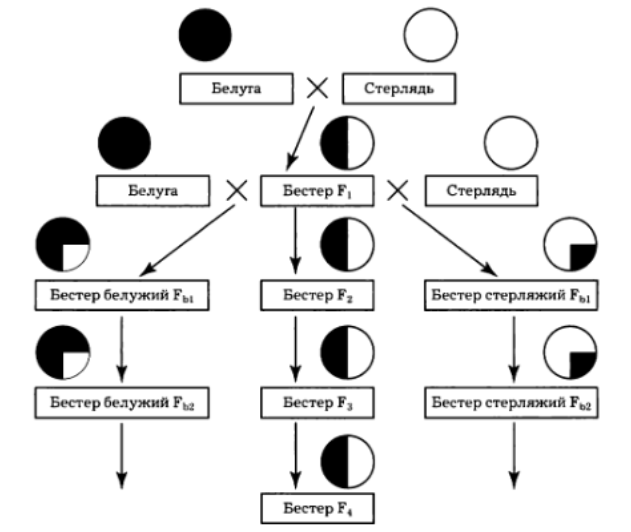
Схема родственных форм бестера

## Распространение
Является объектом товарного выращивания в России, Германии, Польше, Италии, США, Японии, Китае, Южной Корее и др. Бестера запрещено выпускать в водоемы, в которых обитают естественные популяции осетровых рыб, из-за опасности генетического загрязнения чистых видов осетровых, прежде всего белуги.

## Биология
Бестер толерантен по отношению к солёности воды (от 0 до 18 ‰). При высоком насыщении воды кислородом выдерживает температуру до 34 °С. Оптимальная температура для выращивания 20—25 °С.
Разведение только искусственное. Половые продукты (икра и молоки) обычно получают в зимне-весенний период, с февраля по июнь (в зависимости от температуры воды) прижизненными методами.
Плодовитость самок бестера составляет от 100 до 300 тыс. икринок, белужьего бестера — от 200 до 500 тыс. икринок и стерляжьего бестера — от 20 до 100 тыс. икринок. Самцы достигают половой зрелости в возрасте 4—5 лет, самки — в 5—9 лет у бестера и стерляжьего бестера. Белужий бестер созревает немного позже: самцы в 8—9 лет, самки в 9—14 лет.
Максимальная длина 170 см, масса до 30 кг, белужий бестер вырастает до 63 кг при длине в 230 см и стерляжий бестер — до 10 кг при длине 110 см.
Личинки начинают активно питаться в первые 3—5 суток зоопланктоном, мелкими хирономидами и искусственными гранулированными кормами. Рацион взрослых особей состоит из мелкой рыбы и гранулированного корма.

## Взаимодействие с человеком
Является важным объектом аквакультуры. В традиционной русской кухне считается деликатесом, как и все осетровые рыбы. Вкусное мясо употребляют в пищу в варёном и парном виде, из него изготавливают балыки. Икра бестера по размеру и вкусовым качествам не уступает осетровой и севрюжьей икре.

## Родительские виды

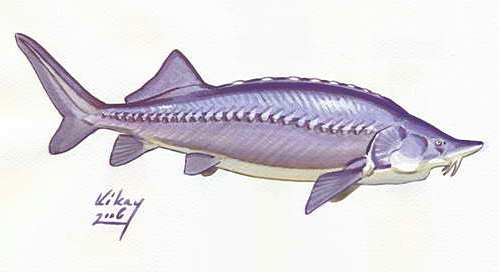
Белуга
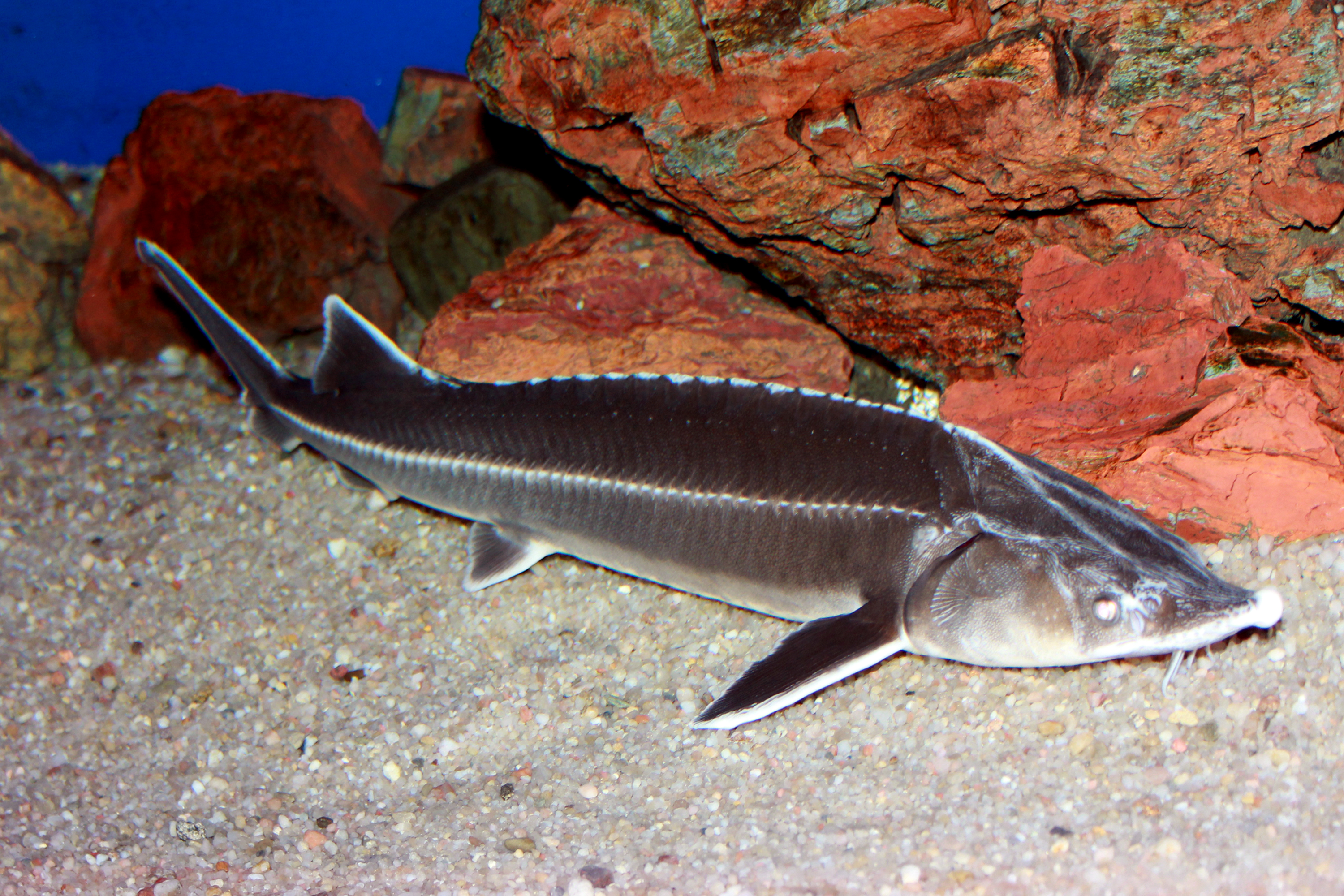
Стерлядь